# Bourovec prsténčivý
Bourovec prsténčivý (Malacosoma neustria), někdy také bourovec prsténčitý, je noční motýl z čeledi bourovcovitých, vyskytující se i na území České republiky. Své jméno získal podle vajíček, která jsou kladena do typických snůšek ve tvaru spirálovitého prstýnku.

## Rozšíření
Motýl se vyskytuje v celé palearktické oblasti.

Létá především v listnatých lesích, zahradách, sadech a ovocných stromořadích, lze se s ním setkat i v remízcích a zarostlých úhorech stepního charakteru.

Patří k nejhojnějším bourovcům na území ČR. Ve 20. století byl řazen k příležitostným škůdcům, jsou dokonce popisovány holožíry ovocných stromů přemnoženými housenkami. Červený seznam bezobratlých ČR jej nicméně v roce 2017 již řadí mezi druhy téměř ohrožené.

## Popis

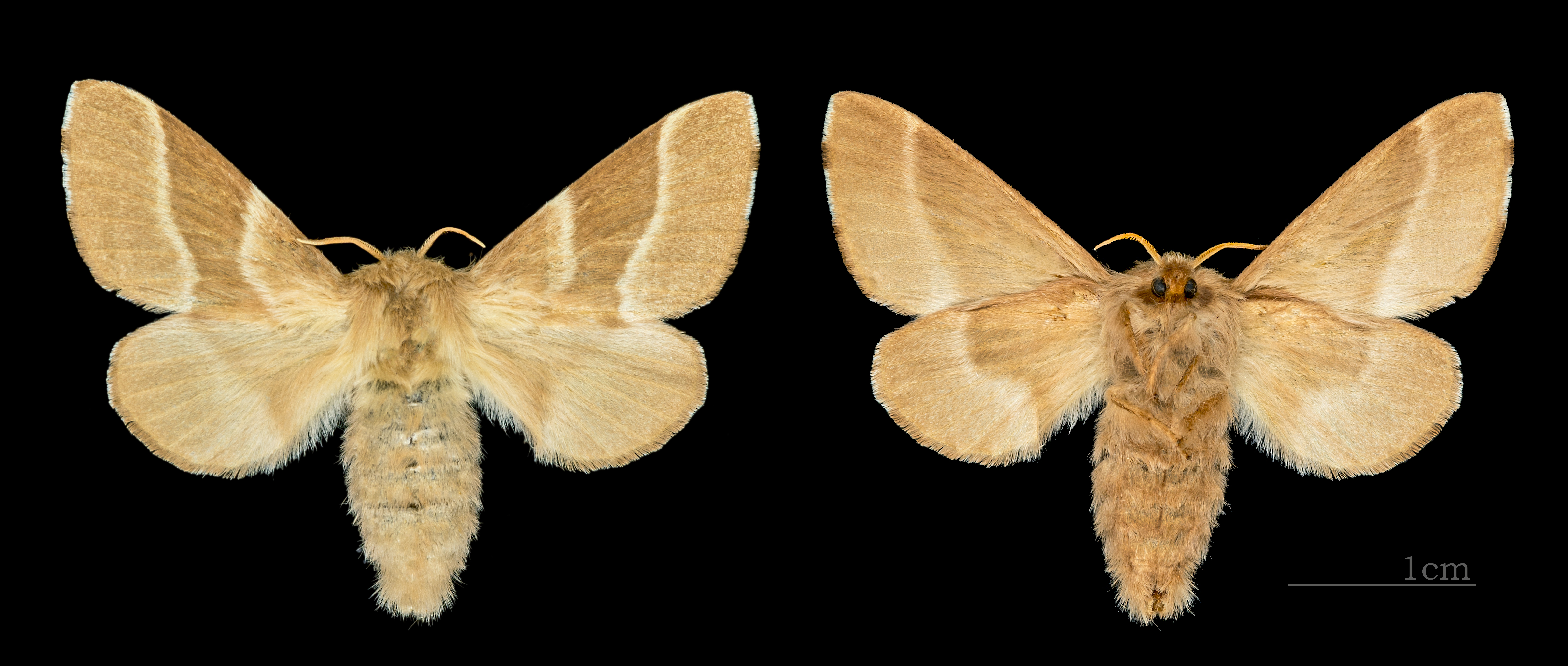
Sbírkový exemplář (samice)
(svrchní a spodní pohled)

Bourovec prsténčivý se s délkou předního křídla 13–21 mm řadí mezi malé bourovce. Přední křídla mohou mít žlutavou až červenohnědou barvu a jsou zdobena dvojicí příčných proužků, mezi kterými zpravidla bývá tmavší plocha; zbarvení je nicméně dosti variabilní. Na lemu křídel se střídají plochy světlých a tmavých třásní. Zadní křídla jsou světlejší než křídla přední. Pohlaví se od sebe liší zejména tykadly, která jsou u samců výrazně hřebenitá.
Vajíčka jsou šedá až hnědavá, kladená do spirálovitě prsténčité snůšky.
Housenky jsou po vylíhnutí rudohnědé, v pozdějších instarech se zbarvení mění a je celkově velmi pestré – středem hřbetu probíhá bílá čára, lemovaná z obou stran oranžově. Další dvojice oranžových čar se táhne níže podél boků. Prostor mezi oranžovými čárami je borůvkově šedomodrý s řídkými černými skvrnkami. Na hřbetě 12. článku se nachází drobný černý párový výrůstek. Hlava je šedomodrá, se dvěma černými skvrnami. Pokožka housenek má sametový vzhled, krom toho jsou housenky poměrně hustě chlupaté. Před kuklením mohou měřit 5,5–6 cm.
Kukla je černá, měkká, uložená ve žlutavém, dvouvrstvém kokonu. Vnitřek kokonu i kukla jsou žlutě poprášené.

## Bionomie

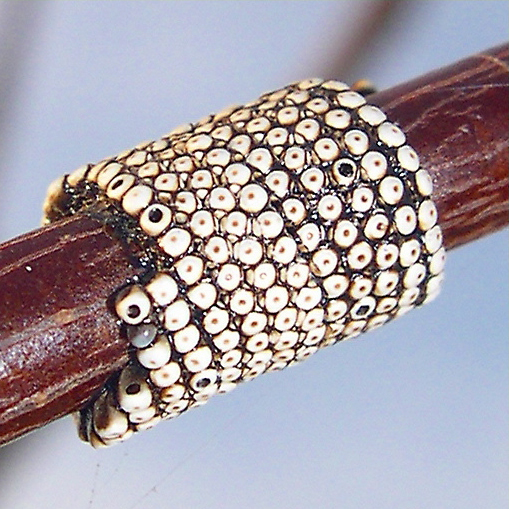
Snůška vajíček bourovce prsténčivého

Během roku vytváří jedinou generaci, jejíž motýli létají přibližně od června do srpna. Samice po spáření klade vajíčka charakteristickým způsobem – vyhledává tenké, jedno- až dvouleté větvičky živných rostlin (zpravidla se jedná o ovocné stromy, z lesních dřevin to může být např. dub letní, topol černý nebo bříza bělokorá) a na ty pak klade spirálovitým pohybem kolem dokola několikařadé prstence vajíček. V jednom prstenci může být i několik set vajíček. V tomto stádiu přečkává bourovec prsténčivý zimní období. Parazitem snůšek je chalcidka drobněnka vejcožravá (Trichogramma evanescens), jejíž larvy se vyvíjejí uvnitř vajíček bourovců (i jiných motýlů).
Housenky se líhnou v dubnu až květnu. V prvních stádiích žijí pospolitě v hnízdech z hedvábných vláken, teprve v předposledním instaru se osamostatňují a dorůstají jednotlivě. Jsou odolné vůči nepříznivému počasí a v deštivých letech vydrží dlouho bez potravy, pokud je ale počasí dobré, rády se sluní pospolu mezi větvičkami. Také housenky bourovce prsténčivého jsou často napadány parazity; svá vajíčka do nich kladou například lumci druhu Pimpla turionellae. Pokud housenky během přibližně 5 týdnů svého stádia zdárně dorostou, zakuklí se v kokonu vpleteném mezi listy v koruně stromu. 
Další generace motýlů se z kukel líhne přibližně po třech týdnech.

## Galerie

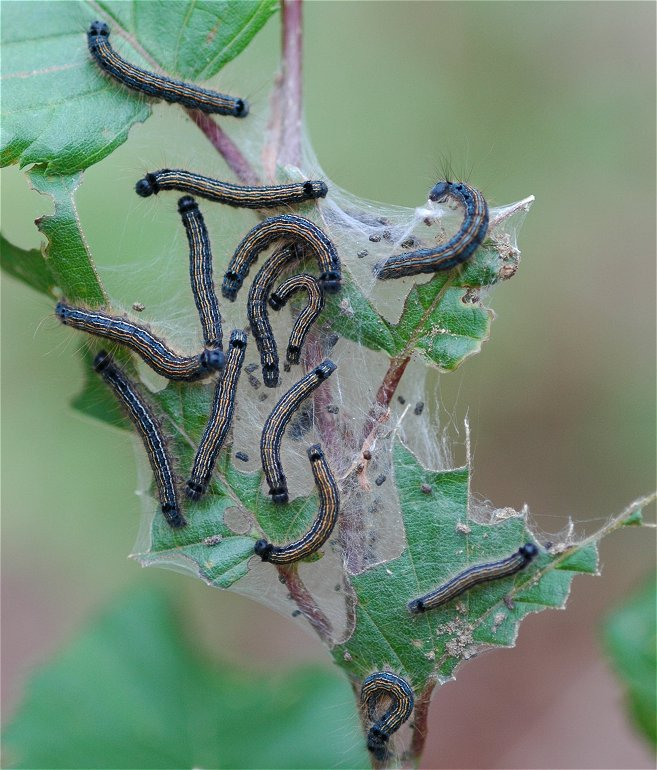
Mladé housenky v hnízdě na habru.
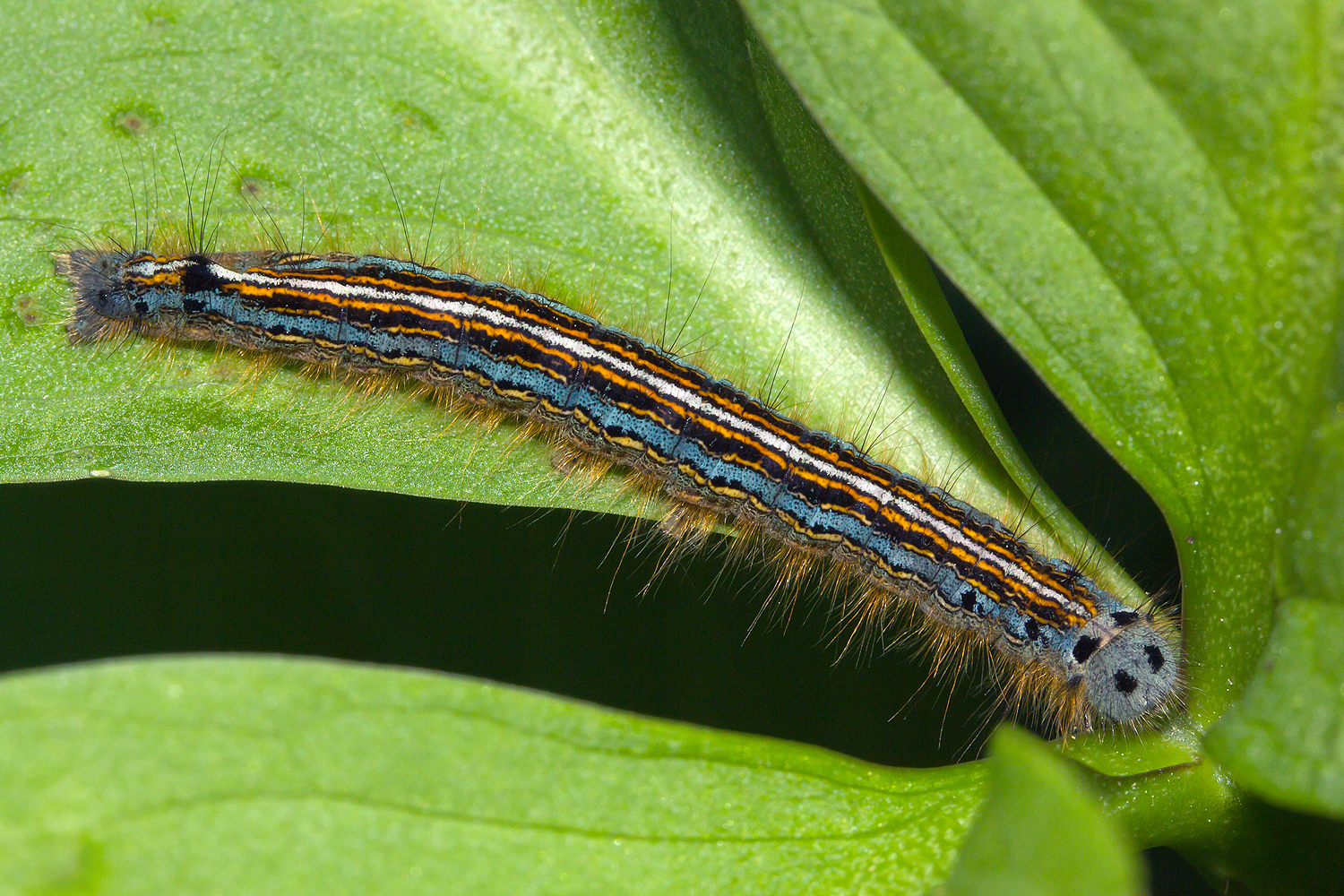
Dorostlá housenka
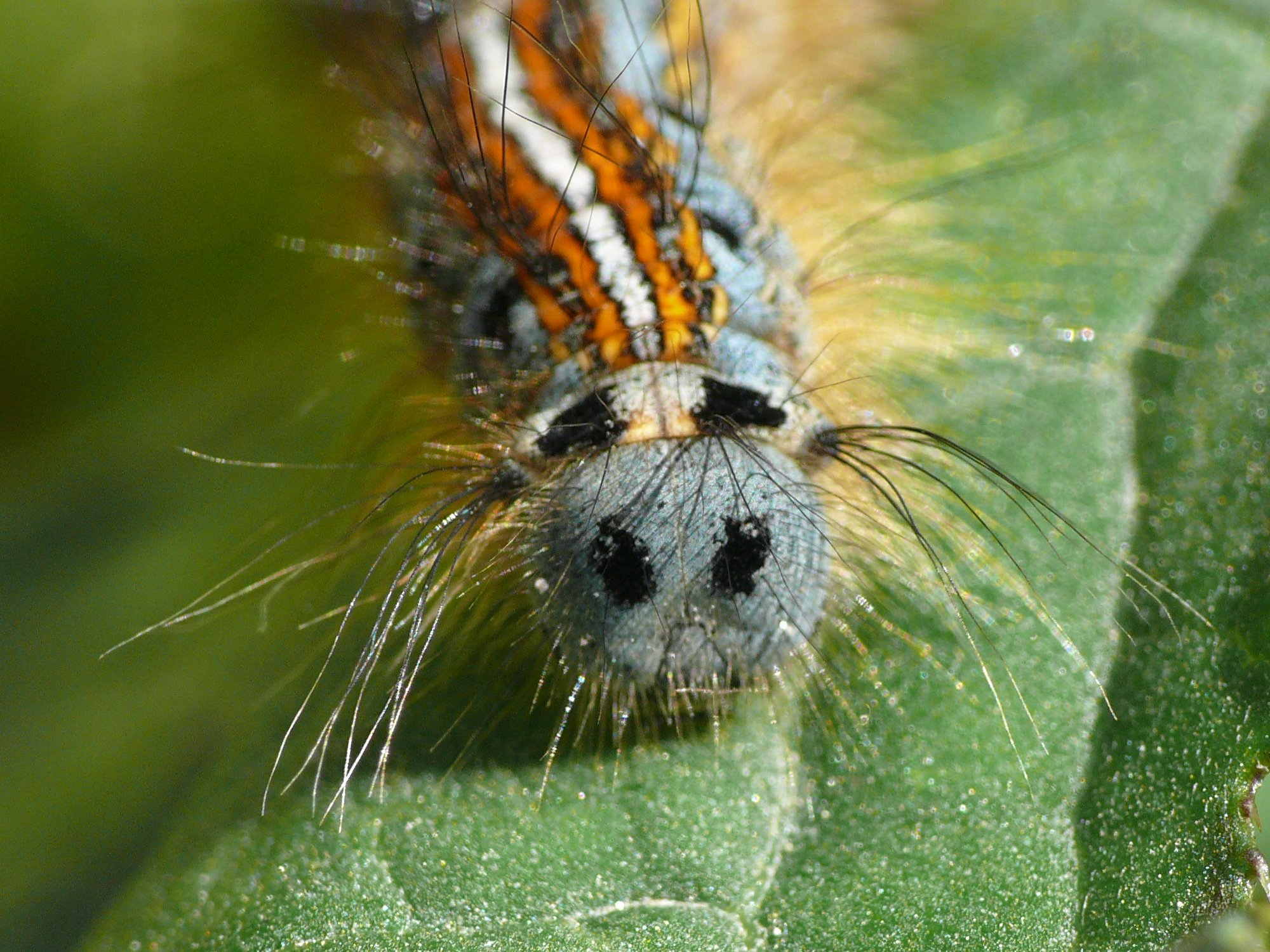
Detail hlavy housenky
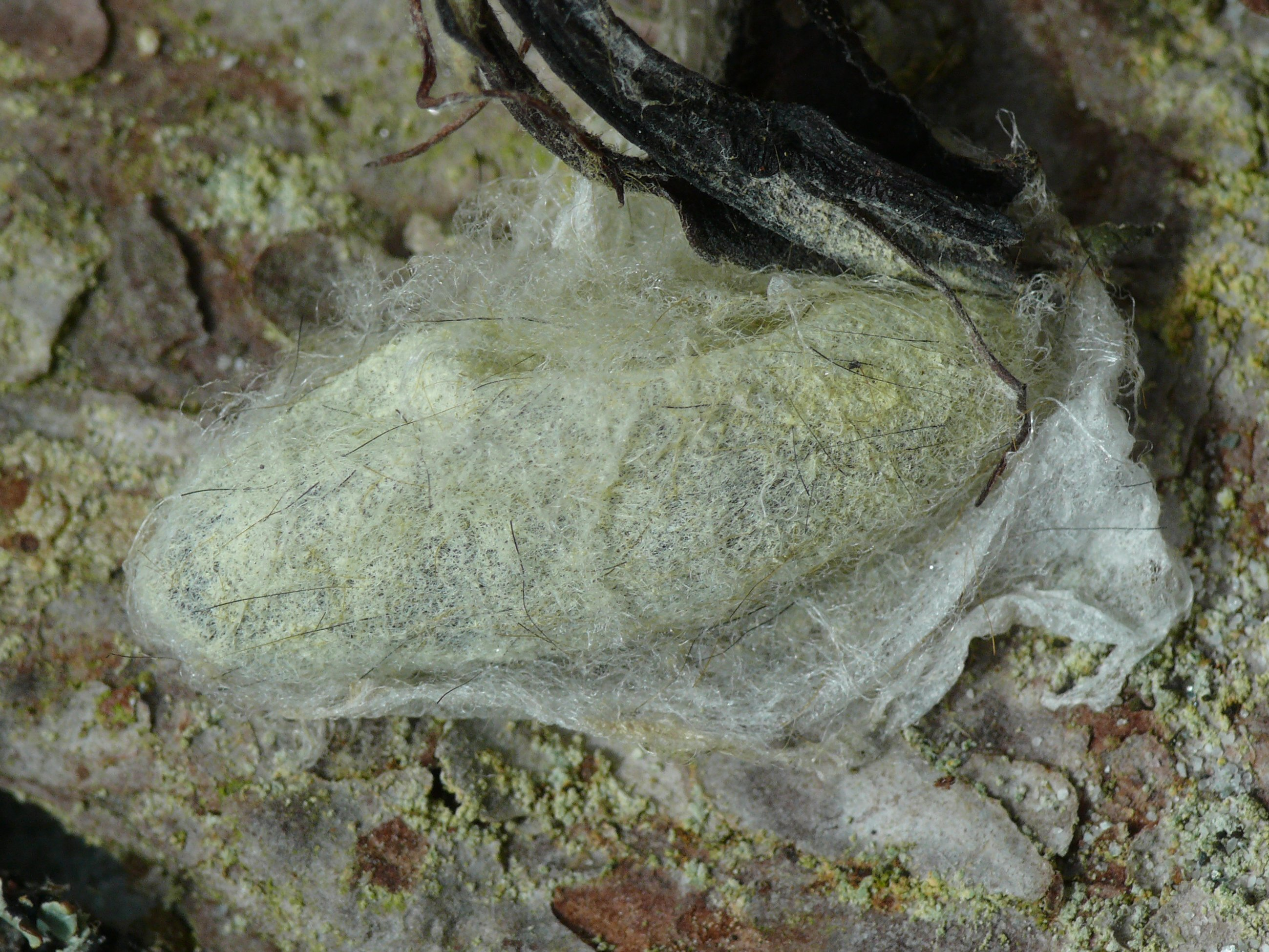
Zápředek
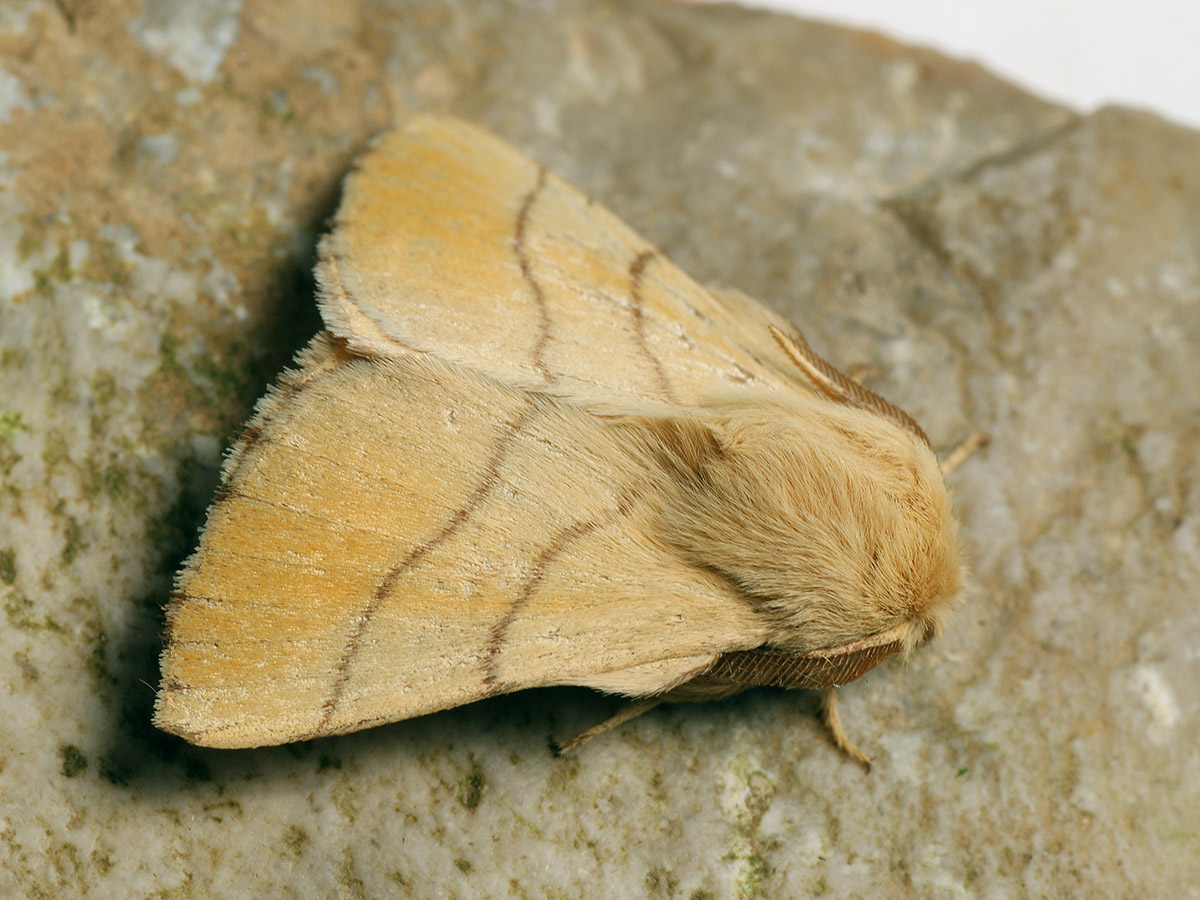
Samec se světlou kresbou křídel